# Italijanska invazija na Francijo
Italijanska invazija na Francijo, imenovana tudi bitka za Alpe, je bila prva večja italijanska bitka v drugi svetovni vojni in zadnji večji spopad v bitki za Francijo. Za razliko od Nacistične Nemčije pa Fašistična Italija v boju s Francijo ni imela tako velikega uspeha.       
Vstop Italije v vojno je močno povečal njen vpliv v Afriki in Sredozemskem morju. Cilj italijanskega diktatorja Benita Mussolinija je bila odprava anglo-francoske prevlade v Sredozemlju, pridobitev zgodovinskega italijanskega ozemlja ter širitev italijanskega vpliva na Balkan in v Afriko. Francija in Velika Britanija sta v tridesetih letih prejšnjega stoletja poskušali Mussolinija odvesti od zavezništva z Nacistično Nemčijo, vendar so hitri nemški uspehi od leta 1938 do 1940 povzročili, da se je Italija postavila na stran Nemčije, čeprav je bila že pred tem največji zaveznik Nemčije. 
Italija je 10. junija 1940 zvečer napovedala vojno Franciji in Veliki Britaniji, ki je začela veljati šele po polnoči. Obe strani sta se prve dneve v bitki spopadali z zračnimi napadi, vendar se je na alpski fronti zgodilo le malo stvari, saj sta imeli Francija in Italija obrambne strategije. Med patruljami je prišlo do prepirov in francoske utrdbe Ligne Alpine so streljale na veliko italijanskih čet. 17. junija je Francija napovedala, da si bo prizadevala sprejeti premirje z Nemčijo. 21. junija, en dan pred podpisom francosko-nemškega premirja, so Italijani sprožili splošno ofenzivo vzdolž alpske fronte, glavni napad pa se je zgodil v severnem delu, ko se je zgodil še en napad na meji ob obali. Italijanska ofenziva je proti močnemu odporu prodrla nekaj kilometrov na francosko ozemlje, vendar se je ustavila, preden je bilo mogoče doseči njihove glavne cilje, obalno mesto Menton, ki leži neposredno ob italijanski meji, je bilo najpomembnejše francosko mesto, ki so ga okupirali Italijani.
24. junija dopoldne je bilo v Rimu podpisano francosko-nemško premirje. Veljati je začelo nekaj po polnoči 25. junija, hkrati s premirjem z Nemčijo (podpisano 22. junija). Italiji je bilo dovoljeno zasesti ozemlje, ki ga je zavzela v kratkih bojih, na francoski strani meje je bilo ustvarjeno demilitarizirano območje, italijanski gospodarski nadzor je bil razširjen na jugovzhodno Francijo do Rone, Italija pa je pridobila določene pravice in koncesije za nekatere francoske kolonije. V Torinu je bila ustanovljena komisija za nadzor premirja, Commissione Italiana d'Armistizio con la Francia (CIAF), ki je nadzorovala francosko skladnost.
Med avgustom 1944 in majem 1945 je francoska vojska ob alpski meji premagala italijansko vojsko ter s tem pridobila nazaj svoja ozemlja, ki jih je leta 1940 okupirala Italija.

## Ozadje
Ko je leta 1939 izbruhnila vojna med Nacistično Nemčijo, Poljsko in Sovjetsko zvezo, ter sta se v vojno vključili tudi Združeno Kraljestvo in Francija, je Benito Mussolini obvestil Adolfa Hitlerja, da Italija zaradi vojaškega stanja ne bo pripravljena na vstop v vojno vsaj do leta 1942. Toda leta 1940 je Mussolinijeva želja, da gre njegova država v vojno, postajala vedno večja, saj je hotel pridobiti več ozemelj v Severni Afriki in večji vpliv v Sredozemskem morju, hotel pa je tudi ozemlja Dalmacije v Kraljevini Jugoslaviji, ozemlje, ki je bilo obljubljeno, da ga bo Italija dobila po koncu prve svetovne vojne, vendar tega na koncu ni dobila.
Do sredine leta 1940 je Nemčija spremenila svoje prejšnje naklonjenosti Italiji kot vojni zaveznici. Konec maja 1940 je nemška vojska premagala zavezniško vojsko v Dunkirku in v nekaj dneh so nemške čete hitro prodrle v notranjost Francije ter se v začetku junija 1940 počasi bližale Parizu. Mussolini je to videl kot dober razlog za vstop Italije v vojno, saj bi s tem lahko pridobil še kakšna francoska ozemlja. Na čakajoči padec Francije bi lahko vplivala kakršna koli preusmeritev nemških vojaških enot za podporo novi alpski fronti. S političnega in gospodarskega vidika je bila Italija uporabna kot naklonjena nevtralka in njen vstop v vojno bi lahko zapletel vsa mirovna pogajanja z Združenim Kraljestvom in Francijo.
10. junija 1940 je italijanski diplomat Ciano svoje veleposlanike v Londonu in Parizu obvestil, da bo britanskemu in francoskemu veleposlaniku v Rimu ob 16:30 po lokalnem času izročena razglasitev vojnega stanja. Ko je Ciano predstavil izjavo, je bil francoski veleposlanik André François-Poncet zaskrbljen, medtem ko je njegov britanski kolega Percy Loraine, ki je vojno napoved prejel ob 16:45, ni izrazil velike skrbi. Vojno stanje je začela veljati 10. in 11. junija polnoči (UTC+01:00). Druga italijanska veleposlaništva so bila o izjavi obveščena malo pred polnočjo. François-Poncet je vojno napoved označil za udarec z bodalom človeku, ki je že padel, in to je povzročilo znamenito pripombo predsednika Združenih držav Amerike Franklina Delana Roosevelta, da ga je roka, ki je držala bodalo, zadela v hrbet z strani njegovega soseda. François-Poncet in francoski vojaški ataše v Rimu, general Henri Parisot, sta izjavila, da se Francija ne bo borila v preobremenjenem vojnem stanju, kar je pomenilo, da ni bilo razmišljanja o ofenzivi proti Italiji, saj je bil francoski vojaški položaj že tako zelo slab.
Zvečer 10. junija je Mussolini nagovoril množico iz palače Venezia v Rimu, v katerem je napovedal vojno Združenemu Kraljestvu in Franciji. Izjavil je, da je državo popeljal v vojno, da bi popravil meje tako na kopnem kot tudi na morju. O Mussolinijevem natančnem razlogu za vstop v vojno se je veliko razpravljalo, čeprav se zgodovinarji strinjajo, da je bila posledica za vstop Italije v vojno oportunistična in imperialistična.

## Spopad
Prve italijanske čete so bile poslane na italijansko-francosko mejo v Alpah 10. junija 1940 zvečer. Francija je kot odziv poslala na fronto tudi več francoskih čet. Istega dne je na fronti prišlo do prvih napadov.
Italija je na francoski meji postavila 32 divizij v 2 armadi; a po dodatnem času za priprave italijanske sile niso bile v vrhunski formi. Italijansko topništvo je bilo zastarelo in manjkale so različne druge vrste opreme. Italijani niso imeli niti dovolj zalog hrane in pijače, da bi zagotovili malice za vojake. V bitki Italijani niso dosegli ciljev, ki so si jih zastavili, kar je pokazalo na zelo slabo vojaško pripravljenost Fašistične Italije. Posledično Italijani v bitki za Francijo niso imeli toliko uspeha, kot so ga imeli Nemci.
Francoska vojska se Italijanom ni mogla upreti. Francoska vojska je bila na severu države že poražena, na italijanski meji pa je ostala le razmeroma majhna vojaška sila. Zračne sile so se v času italijanske vojne napovedi in kasnejše ofenzive preselile v francosko severno Afriko.
Francoska mornarica se je štela za edino obrambo, ki je lahko delovala proti Italijanom. Ob zori 14. junija je francoska mornarica s sedežem v Toulonu izvedla napad v italijanskem morju. Štiri bojne francoske križarke so sprožile ogenj na tanke z nafto in napadle vojaške objekte na ligurski obali ter napadle pristanišče v Genovi. Pri tem je francozom uspelo poškodovati več italijanskih bojnih ladij v Genovskem pristanišču. Je pa bil v napadu poškodovan tudi francoski rušilec Albatros.
Francoski polagalec min La Curieuse je 16. junija na morju ob italijanski obali napadel italijansko podmornico Provana in jo med napadom potopil. To je bila prva italijanska U-podmornica, ki jo je potopila francoska mornarica.
17. junija popoldne je predsednik francoske vlade Philippe Pétain, ki je dan prej nadomestil predsednika Paula Reynauda, poslal prošnjo nemški vladi za premirje. Ko je Mussolini ugotovil za to, je zahteval, da se morajo Francozi predati tudi Italijanom in po Hitlerjevi zahtevi je Pétain 20. junija potrdil skleniti premirje še z Italijo.
20. junija se je začela italijanska kampanja in 21. junija so enote kraljeve italijanske vojske na treh mestih prestopile francosko mejo. Italijani so dvakrat izvedli več napadov. Ena sila je poskušala napredovati skozi Alpe, druga sila pa je poskušala napredovati ob sredozemski obali proti Nici.
Sprva je imela italijanska ofenziva omejen uspeh. Francoske obrambne čete na italijanski meji so bile poražene, ker je francosko vrhovno poveljstvo premestilo čete na fronto proti Nemčiji. Nekaj francoskih sil v gorah je bilo poslanih tudi na Norveško. Vendar se je italijanska ofenziva kmalu ustavila proti utrjeni alpski poti v alpskem območju in na južnem koncu Maginotove poti v Sredozemlju. Izveden je bil napad skozi Lille Skt. Italijanske čete so se v Alpah morale zaradi močnega snežnega neurja ustaviti. Italijanske čete, ki so napadale francosko obalo, so zavzele ozemlje 8 km pred postankom v bližini mesta Menton. Na Azurni obali so italijansko invazijo preprečili francoski podčastnik in sedem njegovih čet.
Francoska bojna ladja Loraine je 21. junija napadla italijansko pristanišče Bardia v Cyrenaici. Francoska pomorska letala so napadla tudi Taranto in Livorno na italijanskem polotoku med nekaterimi zadnjimi vojaškimi napadi Francozov proti Italijanom.
24. junija 1940, dva dni po francoskem podpisu premirja z Nemčijo, je francoska vlada odšla v Rim in z italijansko vlado podpisala premirje, s čimer so se končali boji na italijansko-francoski meji. Premirje med obema državam je začelo veljati ob polnoči 25. junija. Italijani so vzpostavili skromno demilitarizirano območje, ki je segalo 50 km od francoske mejne strani in tako odpravili alpsko mejno črto. Italijanska okupacijska cona je vsebovala 832 km2 francoskega ozemlja in 28.500 prebivalcev, vključno z mestom Menton in njegovimi 21.700 prebivalci. Italija je obdržala pravico do vmešavanja na francosko ozemlje do Rone, vendar je to območje zasedla šele po invaziji zaveznikov na francosko severno Afriko novembra 1942. Nadzor nad Korziko je Italija prevzela novembra 1942.